# Ueken
Ueken (schweizertyska: Üekè) är en ort och kommun i distriktet Laufenburg i kantonen Aargau, Schweiz. Kommunen har 974 invånare (2021).